# Noël Simsolo
Noël Simsolo (Perigús, Perigord, 31 d'agost de 1944) és un historiador del cinema, actor, guionista i director de cinema francès, així com un conegut novel·lista.

## Trajectòria
A més de les seves monografies sobre directors de cinema, com Hitchcock, Hawks, Eastwood, o sobre El cinema negre, ha publicat novel·les, com una sèrie del detectiu Edgar Flanders.
Com a actor, va començar en 1972 amb La Mamen et la Putain de Jean Eustache. Ha fet pel·lícules amb Godard, Claude Chabrol, Bertrand Tavernier, Paul Vecchiali i Otar Iosseliani. La seva trajectòria al cinema francès ha estat molt abundant (curts, guions, films)

## Obra literària
- Alfred Hitchcock, Seghers, 1969
- Howard Hawks, Cinégraphiques, 1984
- Conversation avec Sergio Leone, Stock, 1987
- Femmes du cinéma français, Calmann-Lévy, 1989
- M le Maudit, un film de Fritz Lang, éditions Plume, 1990 (amb Bernard Eisenschitz i Gérard Legrand)
- Un travelo nommé désir, Baleine, 1996
- Couleur sang, Baleine, 1996
- Apocalypse Nord, Baleine, 1997
- Les enfants de l'Enfer, Baleine, 1999
- Tête-à-queue, Baleine, 2000 (amb Didier Daeninckx)
- Retour d'amour à Lille, Baleine, 2000
- Les Piétons du siècle

Vol. 1 : Images de chair, Seuil, 2000
Vol. 2 : Prédateurs, Seuil, 2000
Vol. 3 : Exterminateurs, Seuil, 2001
- Les Derniers Mystères de Paris, Baleine, 2002
- La Chair des femmes, no comercial, 2003
- Clint Eastwood: un passeur à Hollywood, Cahiers du cinéma, 2003
- Disparu en mai 1968, Le Passage, 2004
- Edgar Flanders détective de l'étrange. Les crimes de la momie, Seuil, 2004
- Edgar Flanders détective de l'étrange. Les Vampires de Gand, Seuil, 2004
- Edgar Flanders détective de l'étrange. La princesse venue d'ailleurs, Seuil, 2005
- Edgar Flanders, détective de l'étrange. La guerre des sorciers, Seuil, 2005
- Edgar Flanders, détective de l'étrange. Les démons de l'Olympe, Seuil, 2006
- Edgar Flanders, détective de l'étrange. Le sorcier sans visage, Seuil, 2006
- Le café des méchants, Magnard jeunesse, 2005
- Le Film Noir - Vrais et faux cauchemars, Les Cahiers du cinéma, 2005. Tr.: El cine negro, Alianza, 2007.
- Wazemmes, L'écailler, 2005
- Portraits-souvenirs de cinéma, Hors Commerce, 2007
- Les Sept Poules de Christelle, Baleine, 2008
- Les ch'tis commandements, Baleine, 2009
- Les Génies du mal, L'Archipel, 2010
- Dr Herman et Mr Vautrin: Entretiens avec Noël Simsolo, L'Archipel, 2010

## Filmografia

### Com a actor
- 1972: La Maman et la Putain de Jean Eustache
- 1973: Touche pas à la femme blanche de Marco Ferreri
- 1973: Une baleine qui avait mal aux dents de Jacques Bral
- 1974: Femmes femmes de Paul Vecchiali
- 1974: Zig-Zig de László Szabó
- 1974: Le Mâle du siècle de Claude Berri
- 1974: Eugénie de Franval de Louis Skorecki
- 1975: Les Pornocrates de Jean-François Davy
- 1975: La Chatte sur un doigt brûlant de Cyrille Chardon
- 1975: Exhibition de Jean-François Davy
- 1975: Change pas de main (demain) de Paul Vecchiali
- 1975: Les Deux gouines / Victoire et Isabelle de José Bénazéraf
- 1976: Le Théâtre des matières de Jean-Claude Biette
- 1976: Alice ou la Dernière Fugue de Claude Chabrol
- 1977: La Machine de Paul Vecchiali
- 1978: Les Héroïnes du mal de Walerian Borowczyk
- 1978: Démons de midi de Christian Paureilhe
- 1978: Cinématon #42 de Gérard Courant
- 1979: Simone Barbès ou la vertu de Marie-Claude Treilhou
- 1979: Ma blonde, entends-tu dans la ville... de René Gilson
- 1980: Loin de Manhattan de Jean-Claude Biette
- 1983: Les Favoris de la lune de Otar Iosseliani
- 1985: Rosa la rose, fille publique de Paul Vecchiali
- 1985: Autour de minuit de Bertrand Tavernier
- 1986: Les Mois d'avril sont meurtriers de Laurent Heynemann
- 1986: Cinématon #799 de Gérard Courant
- 1987: La Comédie du travail de Luc Moullet, Antonietta Pizzorno i Hassan Ezzedine
- 1989: Chasse gardée de Jean-Claude Biette
- 1990: Faux et usage de faux de Laurent Heynemann
- 1993: Pétain de Jean Marbœuf
- 1994: L'enfer de Claude Chabrol
- 1994: Mesmer de Roger Spottiswoode
- 1995: Le Complexe de Toulon de Jean-Claude Biette
- 1998: Au cœur du mensonge de Claude Chabrol
- 1999: 30 ans de Laurent Perrin
- 1999: Éloge de l'amour de Jean-Luc Godard
- 2002: Saltimbank de Jean-Claude Biette
- 2003: À vot' bon cœur de Paul Vecchiali
- 2006: Le Deal de Jean-Pierre Mocky
- 2007: 13 French Street de Jean-Pierre Mocky
- 2011: Crédit pour tous de Jean-Pierre Mocky
- 2011: Le Dossier Toroto de Jean-Pierre Mocky
- 2011: Dernière séance de Laurent Achard

### Realitzador-guionista
- 1975: Spasms of the Opera / Spasme Opéra
- 1980: Cauchemar
- 1981: Pierre Molinier, 7 rue des Faussets (documental)
- 1996: Jean Cocteau, mensonges et vérités(documental)
- 2004: Bâtons d'encens pour Mizoguchi (documental)
- 2005: Souvenirs autour de Jean-Daniel Pollet (documental) (TV)

## Teatre
- 1979: Vous ne trouvez pas que ça sent la guerre ? de Noël Simsolo i Paul Vecchiali, dirigit per Christian Rauth, Festival d'Avinyó